# نيكولاس ألبرتو فرنانديز
نيكولاس ألبرتو فرنانديز (بالإسبانية: Nicolás Alberto Fernández)‏ (17 نوفمبر 1986 ببوينس آيرس في الأرجنتين - ) هو لاعب كرة قدم أرجنتيني في مركز الوسط. لعب مع نادي أستيراس تريبوليس ونادي لورقة وLorca Atlético CF ‏ وJumilla CF ‏.

## وصلات خارجية
- نيكولاس ألبرتو فرنانديز على موقع الاتحاد الأوربي (الإنجليزية)
- نيكولاس ألبرتو فرنانديز على موقع قاعدة بيانات كرة القدم.إي يو (الإنجليزية)
- نيكولاس ألبرتو فرنانديز على موقع Soccerway.com (الإنجليزية)
- نيكولاس ألبرتو فرنانديز على موقع AS.com (الإسبانية)